# Callidula sakuni
Callidula sakuni es una polilla de la familia Callidulidae. Se encuentra en Sondalandia, Birmania y Tailandia.

## Subespecies
- Callidula sakuni sakuni (Sondalandia)

- Callidula sakuni minor (Moore, 1879) (Birmania, Tailandia)